# Silene (kevergeslacht)
Silene is een geslacht van kevers uit de familie  
kniptorren (Elateridae).
Het geslacht is voor het eerst wetenschappelijk beschreven in 1893 door Broun.

## Soorten
Het geslacht omvat de volgende soort:
- Silene brunnea Broun, 1893